# Хамлет (Северна Каролина)
Хамлет (енгл. Hamlet) град је у америчкој савезној држави Северна Каролина.

## Демографија
По попису из 2010. године број становника је 6.495, што је 477 (7,9%) становника више него 2000. године.
| Група             | 2000.         | 2010.         |
| Белци             | 3.677 (61,1%) | 3.492 (53,8%) |
| Афроамериканци    | 2.077 (34,5%) | 2.378 (36,6%) |
| Азијати           | 21 (0,3%)     | 48 (0,7%)     |
| Хиспаноамериканци | 76 (1,3%)     | 400 (6,2%)    |
| Укупно            | 6.018         | 6.495         |